# Zbójnicki

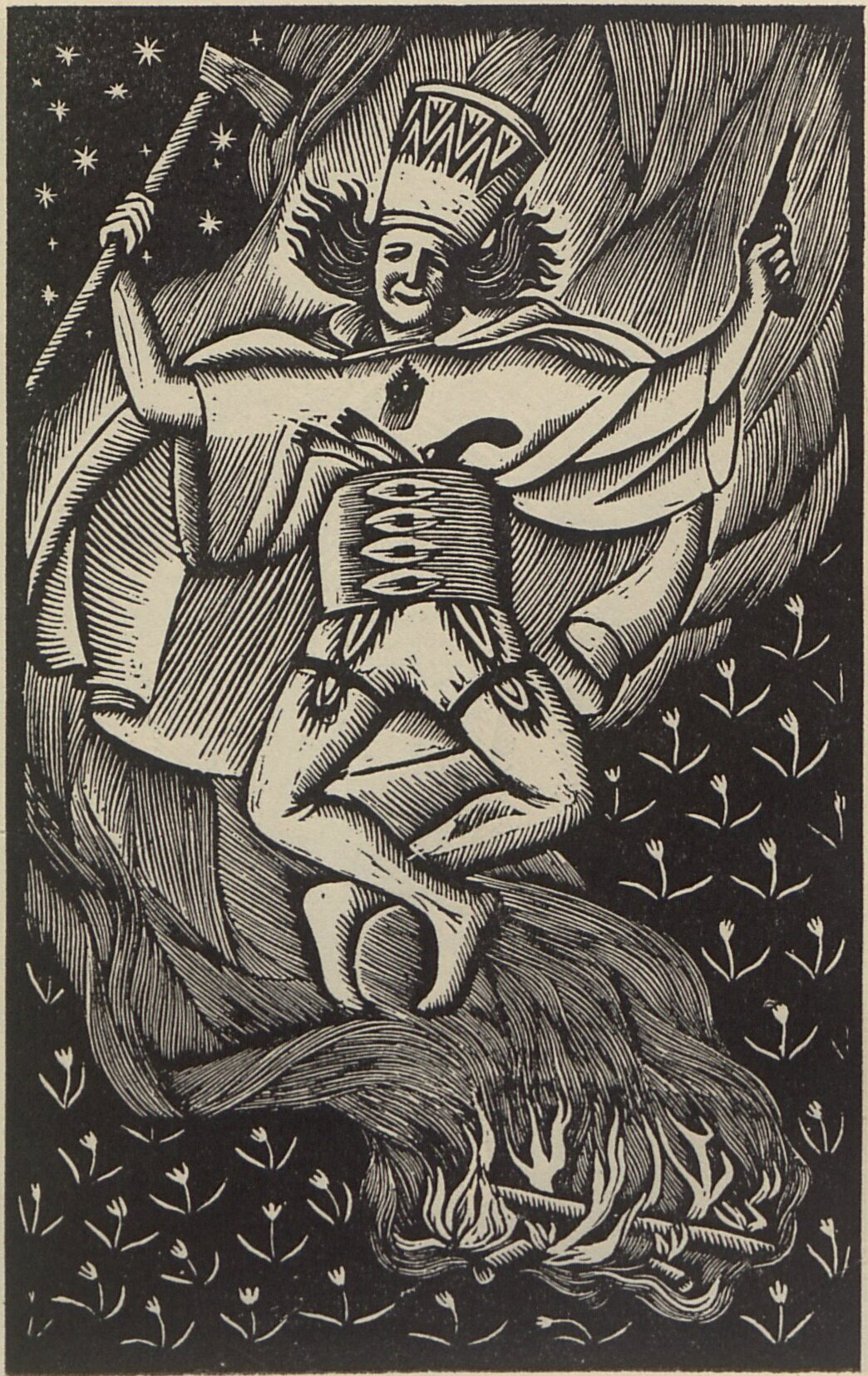
Figura tańca (drzeworyt Władysława Skoczylasa)

Zbójnicki – polski taniec ludowy z rejonu Podhala w metrum 2/4.
Zbiorcza nazwa kilku kroków i tańców ludowych od wieków wykonywanych na Podhalu. Taniec góralski dzieli się na: zbójnicki, solowy, juhaski, dwójki i czwórki.
Opisy zbójnickiego w XIX wieku przedstawiały go ukazując "dzikie skoki" i "walki na ciupagi" wokół ogniska na tle szczytów i turni tatrzańskich.

## Charakterystyka
Obecnie spopularyzowany taniec o tej nazwie jest raczej jego estradową modyfikacją, odbiegającą od ludowego pierwowzoru. Zazwyczaj oparty na schemacie: wstęp, właściwy zbójnicki, zakończenie.
W tańcu zbójnickim tańczy grupa mężczyzn wykonująca te same układy taneczne. Jeden z mężczyzn wydaje polecenia, tzw. komendy. W zbójnickim tańczy się: zwykłą, bitke, po dwa krzesane, popod nogę, hajduka, w pięty, klaskany i inne. Taniec zbójnicki kończy się ozwodną i zieloną.

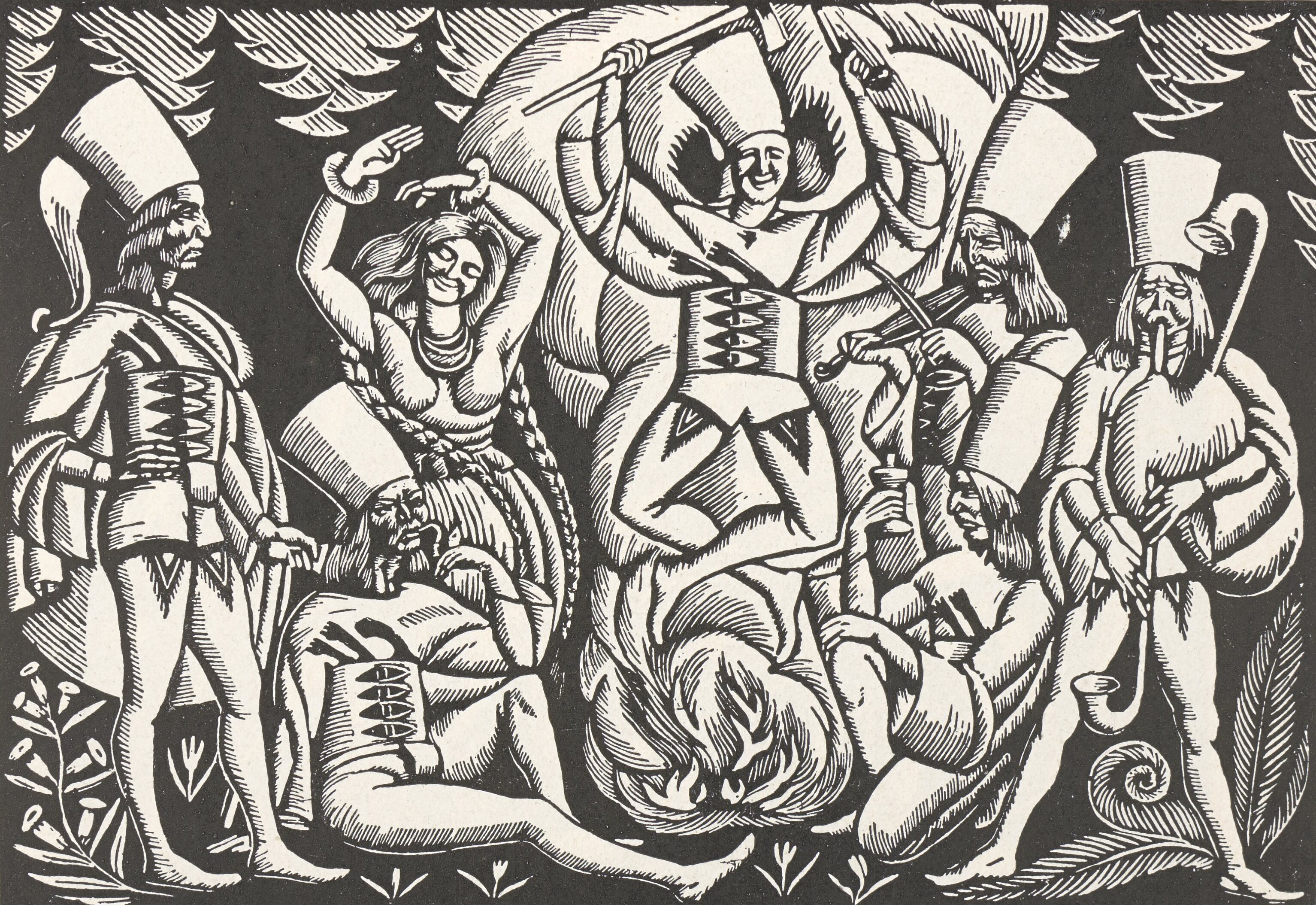
Taniec nad ogniem (drzeworyt Władysława Skoczylasa)